# Larissa Kossizyna
Larissa Kossizyna (russisch Лари́са Коси́цына, engl. Transkription Larisa Kositsyna; * 14. Dezember 1963 in Aşgabat, TuSSR) ist eine ehemalige turkmenische Hochspringerin, die für die Sowjetunion an den Start ging. In den 1980er Jahren gewann sie drei Medaillen bei Halleneuropameisterschaften.

## Sportliche Laufbahn
Erste Erfahrungen bei internationalen Meisterschaften sammelte Larissa Kossizyna vermutlich im Jahr 1981, als sie bei den Junioreneuropameisterschaften in Utrecht mit übersprungenen 1,86 m die Bronzemedaille gewann. 1983 gewann sie bei den Halleneuropameisterschaften in Budapest mit 1,94 m die Silbermedaille hinter ihrer Landsfrau Tamara Bykowa und im selben Jahr gelangte sie bei den erstmals ausgetragenen Weltmeisterschaften in Helsinki mit 1,80 m im Finale auf Rang 17. 1986 gewann sie bei den Halleneuropameisterschaften in Madrid mit einer Höhe von 1,94 m die Bronzemedaille hinter den Ostdeutschen Andrea Bienias und Gabriele Günz und im August gelangte sie bei den Freiluft-Europameisterschaften in Stuttgart mit 1,83 m auf Rang zehn. Zudem wurde sie bei den Goodwill Games in Moskau mit 1,89 m Neunte. Im Jahr darauf belegte sie bei den Weltmeisterschaften in Rom mit 1,96 m im Finale den fünften Platz und 1988 gewann sie bei den Halleneuropameisterschaften in Budapest mit 1,97 m die Silbermedaille hinter der Bulgarin Stefka Kostadinowa. Im selben Jahr beendete sie dann ihre aktive sportliche Karriere im Alter von 25 Jahren.